# 圣马里亚德桑多
圣马里亚德桑多，是西班牙卡斯蒂利亚-莱昂萨拉曼卡省的一个市镇。 总面积14平方公里，总人口169人（2001年），人口密度12人/平方公里。